# Șușani
Șușani – wieś w Rumunii, w okręgu Vâlcea, w gminie Șușani. W 2011 roku liczyła 1272 mieszkańców.